# Roy Clements
Roy Clements (Sterling, 12 gennaio 1877 – Los Angeles, 15 luglio 1948) è stato un regista e sceneggiatore statunitense.

## Biografia
Nato il 12 gennaio 1877 nell'Illinois, Clements esordì nel cinema nel 1914. Nella sua carriera di regista, che durò fino al 1927, girò oltre centotrenta film. Gli capitò di dirigere sul set in veste di attrice la grande fotografa Tina Modotti. Diresse anche Evelyn Nesbit, la splendida modella coinvolta nell'omicidio di Stanford White.
Clements fu anche sceneggiatore in venticinque pellicole e, saltuariamente, attore (tre film) e produttore (due film).
Morì nel 1948 a Los Angeles all'età di 71 anni.

## Filmografia

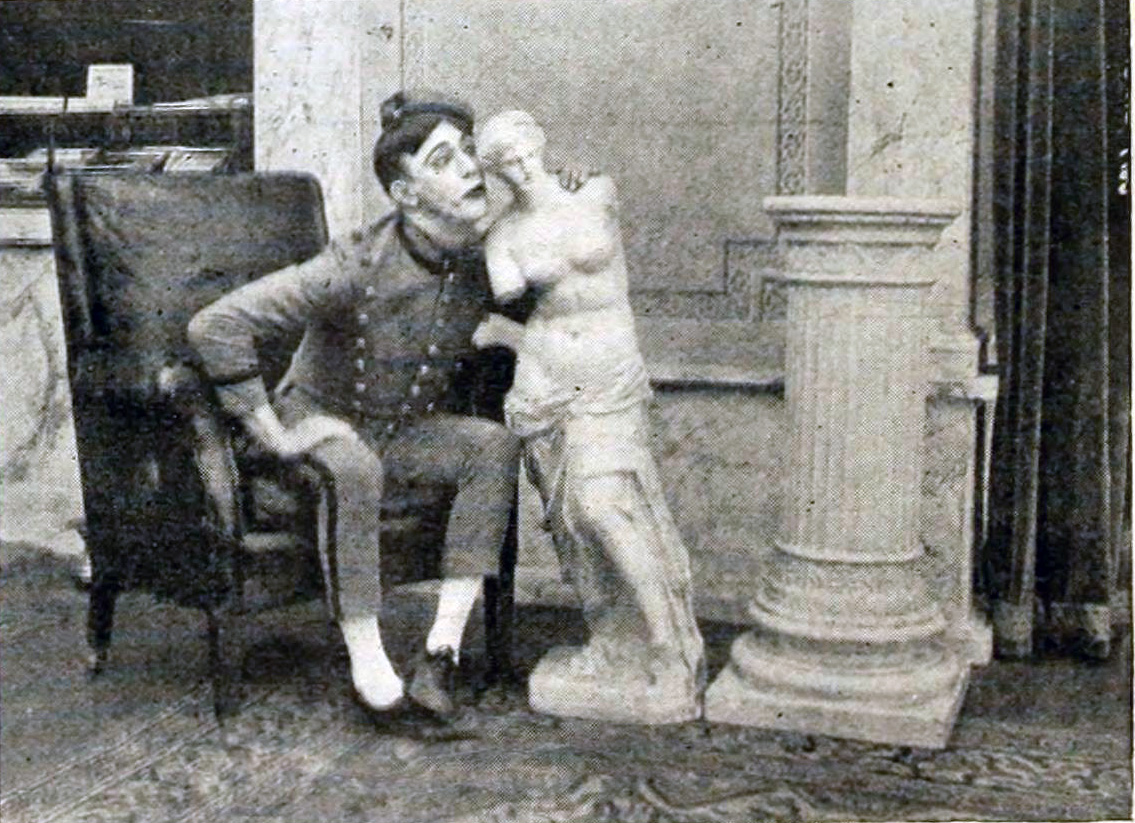
The Belle and the Bell

### Regista (parziale)
- Snakeville's Fire Brigade (1914)
- Sophie's Birthday Party (1914)
- A Hot Time in Snakeville (1914)
- The Coming of Sophie's 'Mama' (1914)
- Snakeville's New Sheriff (1914)
- High Life Hits Slippery Slim (1914)
- Slippery Slim and the Stork (1914)
- Pie for Sophie (1914)
- A Snakeville Epidemic  (1914)
- Slippery Slim's Stratagem (1914)
- Sophie Starts Something (1914)
- Sophie Pulls a Good One (1914)
- The Snakeville Volunteer (1914)
- The Wooing of Sophie (1914)

- By Return Male (1915)
- A Lucky Leap - cortometraggio (1916)

- Some Medicine Man (1916)

- Minding the Baby (1917)

- The Nightcap (1917)

- Welcome Home (1917)

- The Reckoning Day (1918)

- King Spruce (1920)
- The Tiger's Coat (1920)
- A Motion to Adjourn (1921)
- The Double O (1921)
- Sparks of Flint (1921)
- Two-Fisted Jefferson  (1922)
- The Desert's Crucible (1922)
- The Desert Bridegroom (1922)
- The Marshal of Moneymint (1922)
- Her Dangerous Path - serial (1923)
- Uncensored Movies
- Political Pull
- Big Moments from Little Pictures
- Meet the Missus, co-regia di Fred Guiol (1924)
- The Wages of Tin
- Tongues of Scandal (1927)
- Wanted: A Coward (1927)

### Sceneggiatore (parziale)
- By Return Male, regia di Roy Clements (1915)
- The Light of the Western Stars, regia di Charles Swickard (1918)
- Nobody's Fool, regia di King Baggot (1921)
- The Double O, regia di Roy Clements (1921)

### Produttore
- Wanted: A Coward, regia di Roy Clements (1927)